# 妙不可言 (遊戲)
妙不可言，又名說書人、妙語說書人或片言隻語（拉丁語：dixit, 拉丁語發音：[ˈdiːksitə]， 拉丁文: 「他說」），是一種適合三人以上玩的德式桌上紙牌遊戲。這款遊戲由  設計，畫家  作畫，2008年由法國遊戲公司發行。此遊戲曾於2010年贏得德國年度遊戲獎。

## 遊戲規則

### 道具
- 每名參加者獲分發6張卡片，餘下卡片疊起備用。
- 每名參加者各取同一顏色的投票標記及木製兔子標記；兔子標記放到記分板上，用作計算得分。

### 進程
- 遊戲以回合進行，每回合中其中一個參加者負責說故事；之後，玩家依順時針方向輪流說故事。

- 負責說「故事」的參加者在手上的6張卡片中挑選其中1張，按照卡上的圖畫說出一個詞語或句子，然後將牌面向下放在桌上。

- 其他參加者按照「故事」的內容，各自從手上的卡片中挑選其中1張，牌面向下放在桌上。

- 當所有人都選好卡片，負責說「故事」的參加者將收集自己和眾人放出來的卡片，隨機洗混，然後牌面向上地排列在桌上。

- 其他參加者要選出負責說「故事」的參加者所出的卡片，然後將代表選擇的投票標記，數字向下放在桌上。當所有參加者完成投票，各人所選數字便會公開，負責說「故事」的參加者亦會指出其所出卡片。

### 計分
- 若無參加者猜中正確答案，負責說「故事」的參加者得0分，其他參加者各得2分。
- 若所有參加者都猜中正確答案，負責說「故事」的參加者得0分，其他參加者各得2分。
- 若只有部分參加者猜中正確答案，負責說「故事」的參加者及猜中謎底的參加者，各獲3分。
- 若其他參加者的卡片獲得選票，每有1票將獲得1分。

### 重啟遊戲 及 終局
- 參加者收回自己投票標記，將已使用的卡片置於廢牌堆，並在備用牌疊中抽1張新牌，補回手牌數至6張。
- 當備用牌疊中的卡片用完，遊戲便結束，累積得分最高者獲勝。